# Charles Dubois (réalisateur)
Ne doit pas être confondu avec Charles Dubois, Charles Dubois de Gennes ou Charles du Bois de Maquillé.
Pour les articles homonymes, voir Dubois.
 (mai 2016).
Charles Dubois est un réalisateur français de documentaires et de fictions. Il est aussi comédien.

## Filmographie

### Cinéma

#### Auteur et Réalisateur
- 1985 : Canevas la ville
- 2016: Le Cadeau (scénario Manuel Pratt)

#### Acteur

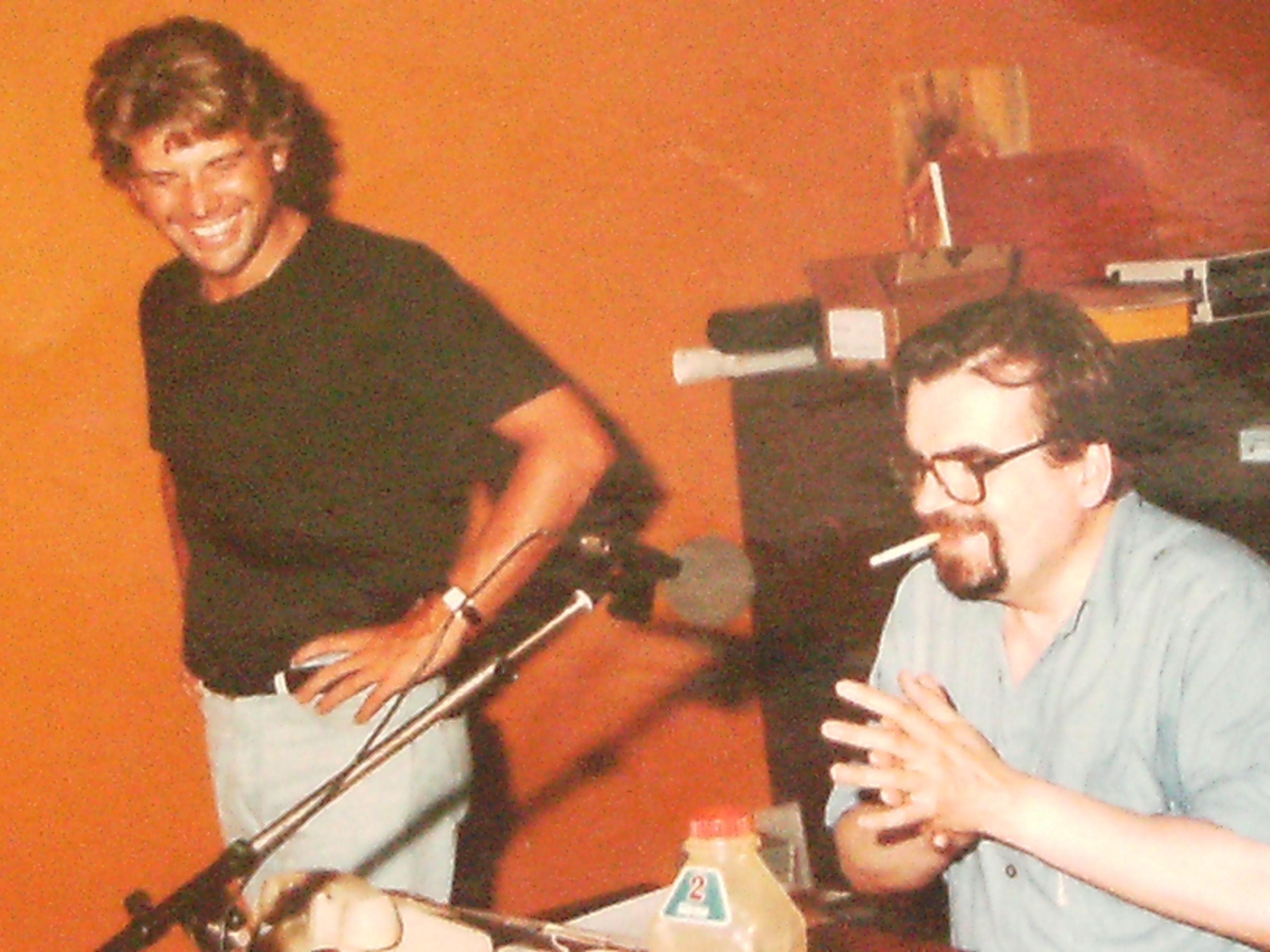
Charles Dubois avec Michael Lonsdale sur le film Canevas la ville.

- 1979 : Médecins de nuit de Bruno Gantillon, épisode : Léone (série télévisée)
- 1980 : Un escargot dans la tête de Jean-Étienne Siry
- 1981 : Elle voit des nains partout de Jean-Claude Sussfeld
- 1986 : Canevas la ville de Charles Dubois
- 2003 : Il était une fois dans l'Ouest de la Corse de Laurent Simonpoli (court-métrage)
- 2012 : Coupez de Laurent Simonpoli
- 2017 : Raoul G de François Barat

### Téléfilms
Réalisateur
- 1996 : Il était une fois Yvonne Printemps
- 2011 : Le Train corse
- 2012 : Brèves de Lyon
- 2023 : Mini série Le 39

Auteur
- 1996: Il était une fois Yvonne Printemps 1996: Arthur et Théa de  Éric Le Hung
- 2023 : Mini série Le 39

### Documentaires fictions
- 1998: À l'ombre des jeunes filles de Marivaux
- 1998: Le charme de la Bourgeoisie
- 1998: Deux solitaires au XXe siècle
- 1998: La grâce de Molière et de La Fontaine
- 1999: Molière, poète comique et le Mystère Molière
- 1999: Racine, artiste de la cruauté
- 1999: Le scalpel de Becque

### Documentaires

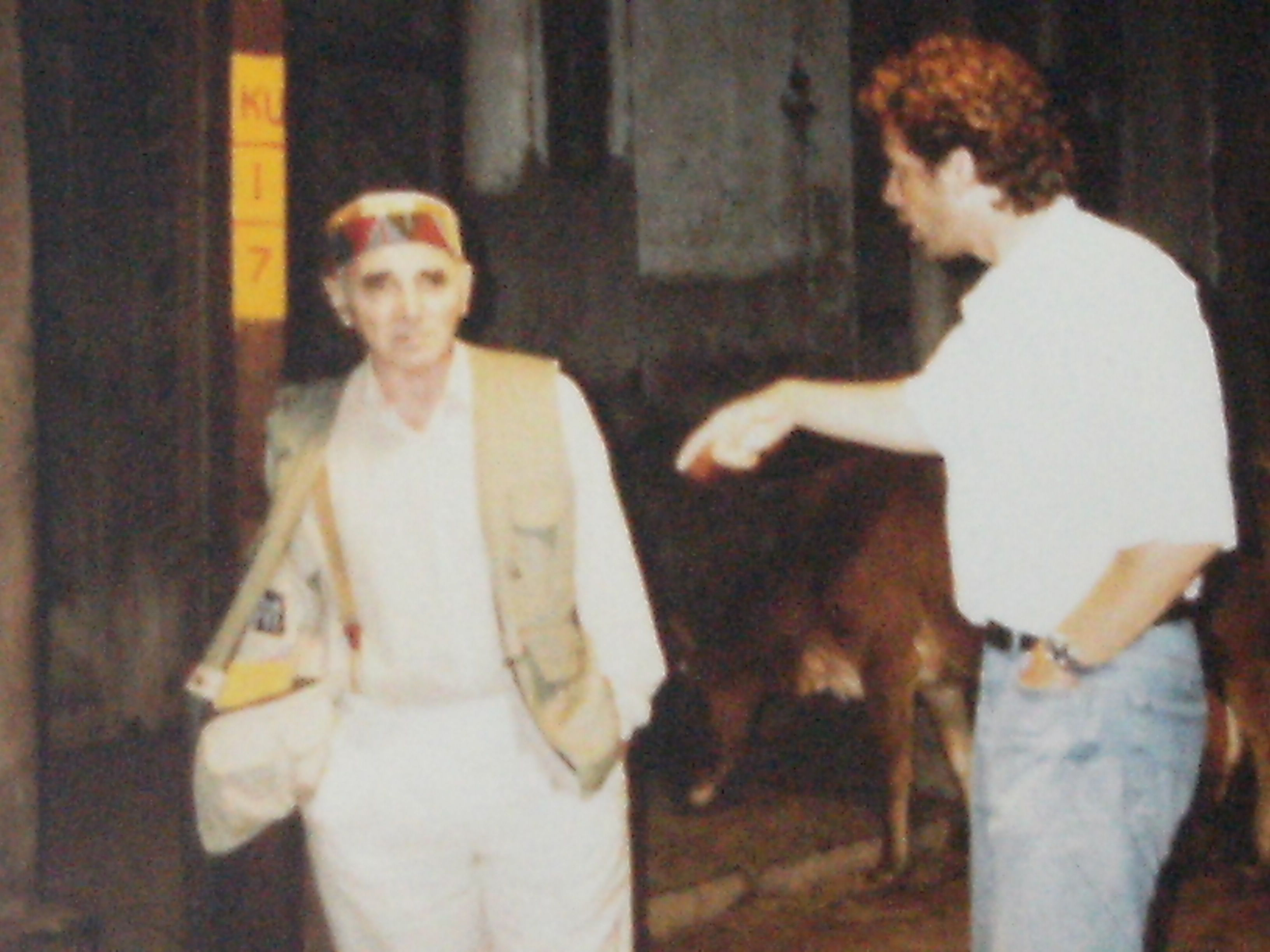
Charles Dubois avec Charles Aznavour sur un documentaire en Inde.

- 1990: Les métiers de la Production
- 1990: Le chef opérateur son
- 1991: Le Régisseur
- 1992: L’ensemblier
- 1992: Voyage au pays du cadre
- 1998: Conversation avec Jean Laurent Cochet autour de l'art du comédien
- 1998: Sihanouk cinéaste avec Frédéric Mitterrand
- 1998: Knut Hamsun, l'éternel passant
- 2002: Hommage à Sidney Bechet
- 2015: Mahi Binebine, insoumission
- 2016: Mighele Raffaelli ou le joli temps de l'engagement
- 2017: Jean Philippe Ricci, un air de jeu
- 2022: La vapeur des soupirs

### Émissions récurrentes
- 2001-2006 : La Ruée vers l'air
- 2003-2018 : Un livre, un jour

## Théâtre

### Auteur et metteur en scène
- 1985 : Sand ou l'Examen de minuit

### Comédien
- 1976 : L'Éveil du printemps de Frank Wedekind (rôle du jeune rebelle) mise en scène : Pierre Romans
- 1979 : Le Jardin de la fille de Rappacini d'Octavio Paz (rôle de Giovanni) mise en scène : André Cazalas
- 1980 : Si l'été revenait d'Arthur Adamov à la Cartoucherie de Vincennes (rôle de Lars Petersen) mise en scène : Gilles Chavassieux
- 1982 : Preparadise Sorry Now de Fassbinder (différents rôles) mise en scène : Gilles Chavassieux
- 1983 : La Double Inconstance de Marivaux (rôle du Prince) mise en scène : Gilles Chavassieux
- 1984 : Dans la jungle des villes de Bertolt Brecht (rôle de Garga) mise en scène : Gilles Chavassieux
- 1985 : Du sang sur le cou du chat de Fassbinder (différents rôles) mise en scène : Gilles Chavassieux
- 1985 : Le Terrier de Kafka (monologue) mise en scène: Roland Chalosse